# 吉米·霍华德
吉米·霍华德（英語：Jimmy Howard，1984年3月26日—），美国男子冰球运动员，场上位置是守门员。他曾代表美国国家队参加2014年冬季奥林匹克运动会冰球比赛，获得第四名。